# Aïn Fares (M'Sila)
Pour les articles homonymes, voir Aïn Fares.
Aïn Fares est une commune de la wilaya de M'Sila en Algérie.